# TV Clubinho
TV Clubinho foi um programa infantil de televisão, que passava de segunda a sexta-feira na RedeTV!, proveniente da parceria da emissora com a distribuidora Swen Entretenimentos e Exim Character Brasil. Saiu do ar em 2007.

## História
O programa estreou no dia 6 de junho de 2005, juntamente com o programa TV Kids, dedicado inicialmente para crianças de 0 a 6 anos. Começou, principalmente nas manhãs da RedeTV!, com as atrações Go, Diego, Go e Dora, a Aventureira. No mês de setembro, focando no público pré-escolar, o bloco estreou o sucesso Backyardigans, carro-chefe da Discovery Kids.

O bloco atingia bons índices de audiência para a emissora paulista. Até que, um dos animes exibidos no bloco TV Kids, passou a ser exibido pelo TV Clubinho, o anime era o Super Campeões. Às 13h00, o TV Kids exibia a atração Fullmetal Alchemist, que na verdade não foi uma boa exibição no horário, contendo mais cortes como no horário das 18h10. Às 13h20, TV Clubinho dava continuidade a atração, depois do TV Kids, e o bloco ia das 13h20 até às 14h00 com Super Campeões. Em maio de 2007, o programa foi cancelado por causas desconhecidas.

## Desenhos
- As Pistas de Blue
- Dora, a Aventureira
- Go, Diego, Go
- Os Backyardigans
- Super Campeões